# عامل النظافة
عامل التنظيف أو عامل النظافة هو عامل صناعي أو منزلي يقوم بتنظيف المنازل أو أي شيء يطلبه منه أصحاب المكان على أن يدفعوا مبلغًا من المال له مقابل ذلك، وخلافاً لغيره من العمال فمهمته الأساسية هي التنظيف، وقد يتخصص في تنظيف أشياء أخرى أو أماكن معينة مثل عمال تنظيف النوافذ. بعض عمال التنظيف يعملون عندما يكون أصحاب المكان المراد تنظيفه غير موجودين، فهو قد يقوم بتنظيف المكاتب أو المنازل في الليل ضمن ساعات العمل.
اما اعمارههم فمختلفة ربما يكون ذا شيبة أو ربما شاب في مقتبل العمر وكلاهما يقوم بعمله الذي اختاره ليكسب قوت يومه وعائلته. 

## في الإعلام
يصور فيلم الخبز والورود الذي أنتج عام 2000 م، وكان من إخراج المخرج البريطاني ''كين لوتش'' نضال عمال التنظيف في مدينة لوس أنجلوس بولاية كاليفورنيا وكفاحهم من أجل تحسين الأجور وظروف العمل، والمطالبة بحق الانضمام في اتحاد نقابة العمال، وصرح المخرج في مقابلة مع هيئة الإذاعة البريطانية في عام 2001 م أن الآلاف من عمال النظافة من نحو 30 بلدًا قد قاموا بالاتصال به وأخبروه بقصص مماثلة لقصة ذلك الفيلم.

## معدات التنظيف
فيما يلي بعض الأدوات التي يستخدمها عمال التنظيف:
- عربة التنظيف
- محاليل التنظيف المتنوعة
- دلو ماء / محلول تنظيف
- منفضة الريش
- ممسحة الأرضية / وعاء للماء
- أكياس القمامة
- مكنسة يدوية / مجرود
- ملمع بلاط الأرضية
- علامة أرضية للتحذير من الأسطح الرطبة
- مكنسة كهربائية
- فوط لمسح الأسطح